# Басов, Михаил Иванович
Михаи́л Ива́нович Ба́сов (1907 — ?) — советский инженер-механик, лауреат Ленинской премии.
С 1925 года работал слесарем и был на комсомольской работе.
Заочно окончил МВТУ им. Баумана (1936).
В 1936—1947 на инженерных должностях на Московском автозаводе им. Сталина. С 1947 г. главный технолог НИИ технологии автомобильной промышленности.
Одновременно с 1955 г. доцент Московского автомеханического института.
Кандидат технических наук (1946).
Ленинская премия 1966 года — за создание нового процесса и комплекса оборудования для изготовления крупномодульных зубчатых колёс.